# Gillian Jurcher
Gillian Timothy Jurcher (* 9. April 1997 in Hamburg) ist ein deutscher Fußballspieler.

## Karriere
Nach seinen Anfängen in der Jugend des SC Condor Hamburg wechselte er im Sommer 2011 in die Jugendabteilung des FC St. Pauli. Nach insgesamt 33 Spielen in der B-Junioren-Bundesliga und 22 Spielen in der A-Junioren-Bundesliga, bei denen ihm insgesamt 16 Tore gelangen, wechselte er im Sommer 2015 innerhalb seiner Heimatstadt zum Hamburger SV. Für seine neue Mannschaft spielte er zunächst noch für die A-Junioren, kam aber auch in der 2. Mannschaft in der Regionalliga Nord zum Einsatz. Nach zweieinhalb Spielzeiten, bei denen ihm in 28 Spielen zwei Tore gelangen, wechselte er im Januar 2018 in die Regionalliga Nordost zum VfB Germania Halberstadt. Bereits im Sommer 2018 erfolgte sein Wechsel in die Regionalliga Südwest zum 1. FC Saarbrücken.  Mit seinem Verein wurde er Meister in der Saison 2019/20 und stieg in die 3. Liga auf. Sein Vertrag wurde allerdings nicht verlängert und so verließ er im Sommer 2020 den Verein nach 54 Spielen, bei denen ihm 21 Tore gelangen.
Im Oktober 2020 wurde er vom Drittligisten SV Waldhof Mannheim unter Vertrag genommen. Dort kam er auch zu seinem ersten Einsatz im Profibereich, als er am 20. Oktober 2020, dem 6. Spieltag, bei der 1:2-Heimniederlage gegen  Hansa Rostock in der 82. Spielminute für Jan-Hendrik Marx eingewechselt wurde.

## Erfolge
1. FC Saarbrücken
- Meister der Regionalliga Südwest: 2019/20